# Liam Miller
Pour les articles homonymes, voir Miller.
Liam Miller est un footballeur international irlandais né le 13 février 1981 à Cork et mort le 9 février 2018 d'un cancer du pancréas, qui évoluait au poste de milieu de terrain.
Formé au Celtic FC, il intègre l'équipe première lors de la saison 2002–03. Il explose réellement lors de la saison suivante (un but contre l'Olympique lyonnais en Ligue des champions) à l'issue de laquelle il quitte le Celtic étant libre, ce qui n'est pas sans irriter les supporteurs des Bhoys.
Il s'engage à Manchester United en juin 2004, après une saison où il ne fait que quelques rares apparitions en championnat et en Ligue des champions, il est prêté de janvier 2005 à juin 2006 à Leeds United en division 2 anglaise.
Il est finalement laissé libre en juin 2006 par Manchester United et il est recruté par son ancien coéquipier à Manchester United, Roy Keane, devenu entraîneur, et qui officie au Sunderland AFC. En janvier 2009, il rejoint les Queens Park Rangers. Il ne restera dans le club londonien que l'espace d'une demi-saison, signant à l'Hibernian FC en septembre 2009.

## Biographie
William Peter Miller naît en Irlande d'un père écossais et d'une mère irlandaise. Il étudie à Coachford College (en). Dans une discussion en direct, Miller révèle que sa famille est sa plus grande influence dans le football, et que Martin O'Neill et Sir Alex Ferguson ont également une influence sur sa carrière. Miller est marié et a un fils.

### Carrière en club

#### Celtic
Miller rejoint le Celtic en 1997 et fait ses débuts professionnels en championnat contre Dundee United le 21 mai 2000. Il débute en Coupe UEFA contre le club luxembourgeois de la Jeunesse d'Esch le 24 août 2000 pour une victoire 7–0, et passe proche d'inscrire un but à la 64e minute. Au cours de sa période au Celtic Park, il est prêté pour six mois avec le club danois d'AGF Århus au cours de la saison 2001–02, faisant 18 apparitions. Les Danois essaient d'obtenir sa signature définitive pour 300 000 £.
Ses premiers buts dans le championnat écossais sont marqués lors d'une victoire 5–0 sur les Hearts le 18 octobre 2003, le premier après neuf minutes de jeu lorsque Stilian Petrov voit sa frappe repoussée par le gardien de but et Miller finir le travail, et le second pour clore le festival à la 50e minute. Miller marque un but lors d'une victoire 2–0 en Ligue des champions contre Lyon, Martin O'Neill lui offre ensuite un contrat à long terme en essayant de garder Miller au club,. Malgré cela, Miller signe un accord de pré-contrat en janvier 2004 avec Manchester United,. Ce choix déçoit Martin O'Neill, qui avait l'intention de bâtir une nouvelle équipe du Celtic autour de Miller. D'après le Irish Abroad, « son départ du géant de Glasgow, après seulement 26 apparitions pour les Bhoys, conduit à la colère des supporteurs du club qui ressentent que Miller a fait preuve d'un manque évident de loyauté, considérant le soutien que les Celts lui ont témoigné lors de ses longues blessures ».

#### Manchester United
Le 1er juillet 2004, Miller signe à Manchester United sur un transfert gratuit et marque son premier but pour le club le 26 octobre 2004 contre Crewe Alexandra en Coupe de la Ligue. Après le début de sa carrière pour les Red Devils, ses apparitions en équipe première se raréfient vers la fin de la saison 2004–05. Dans toute sa période au club, il ne joue que 22 matchs en équipe première. Miller déclare plus tard que « Man Utd n'a pas fonctionné, mais je ne regrette pas de m'être donné une chance ».
Le 4 novembre 2005, Miller rejoint Leeds United en prêt pour trois mois, bien que celui-ci est ensuite étendu jusqu'à la fin de la saison 2005-06. Il marque un but lors de son passage à Leeds, le but victorieux du 4–3 à Southampton le 19 novembre 2005 et aide Leeds à atteindre la finale des play-offs du Championship avec une victoire sur un score cumulé de 3–1 sur Preston North End. Miller joue aussi la finale de ces play-offs, que Leeds perd 3–0 contre Watford, manquant ainsi la promotion en Premier League. Pendant son séjour à Elland Road, il marque un but en 28 matchs.
En juillet 2006, The Daily Telegraph rapporte que Miller serait autorisé à quitter Manchester United, si les Red Devils reçoivent une offre appropriée. Il est clair que Miller ne fait plus partie des plans d'Alex Ferguson quand, malgré le grand nombre de joueurs habituellement titulaires manquants, il n'est encore que remplaçant lors du match d'ouverture de la tournée des Red Devils en Afrique du Sud contre les Orlando Pirates le 16 juillet 2006. Le 31 août 2006, il est transféré gratuitement à Sunderland sur un contrat de trois ans, rejoignant le nouvel entraîneur de Sunderland et ancien coéquipier Roy Keane. Il quitte Manchester United après avoir disputé seulement neuf matchs de championnat en deux saisons.

#### Sunderland

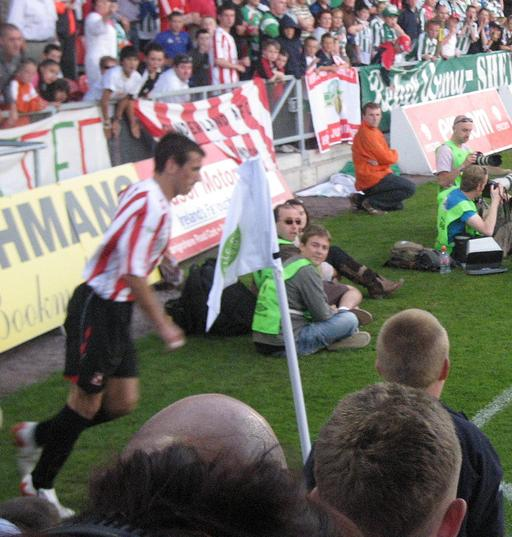
Miller tirant un corner contre Cork City lors de la tournée de pré-saison de Sunderland en Irlande à l'été 2007.

Le 9 septembre 2006, Miller fait ses débuts pour Sunderland dans une victoire 2–1 sur Derby County au Stadium of Light, et marque son premier but au match suivant gagné 3–0 contre Leeds United le 13 septembre 2006.
Le 6 janvier 2007, Miller est expulsé par l'arbitre Iain Williamson à la 37e minute d'un match de FA Cup perdu 1–0 contre Preston North End, après avoir reçu son deuxième carton jaune pour une faute sur David Nugent. Le 22 septembre 2007, il marque son premier but en Premier League pour Sunderland contre les rivaux du Nord-Est Middlesbrough à la 89e minute d'un tir du pied gauche depuis l'extérieur de la surface de réparation. Il est expulsé pour la deuxième fois de sa carrière à Sunderland par Peter Walton contre Chelsea le 8 décembre 2007 pour une poussée sur Claudio Pizarro, match perdu 2–0.
L'entraîneur Roy Keane le place sur la liste des transferts le 27 février 2008 en raison d'un « manque de discipline » et d'une « mauvaise ponctualité », comme en témoignent ses retards fréquents aux séances d'entraînement. Il est annoncé au Toronto FC, un club canadien ayant des liens avec les anciens joueurs de Sunderland Danny Dichio, Carl Robinson et Andy Welsh (en).

#### Queens Park Rangers
Miller est convoité en janvier 2009, Queens Park Rangers expriment leur volonté de trouver un accord de prêt. Le nouvel entraîneur de Sunderland Ricky Sbragia dit : « Il y a eu un certain intérêt de QPR pour Liam, donc quelque chose pourrait arriver là-bas ». Le lendemain, Miller signe un contrat jusqu'à la fin de la saison pour un montant non dévoilé. Toutefois, le 19 mai 2009, six mois seulement après son arrivée, QPR libère Miller en compagnie de cinq autres joueurs.

#### Hibernian
Miller reste sans club après la fermeture du marché d'été des transferts le 31 août 2009, et il s'entraîne avec des clubs irlandais pour maintenir sa forme physique. Il appelle l'entraîneur des Hibs John Hughes (en) pour lui proposer ses services. Hughes, qui est surpris que Miller soit à sa disposition sur un transfert libre, offre rapidement un contrat de deux ans, que Miller signe en septembre 2009. Miller s'impose depuis au sein de la première équipe de Hibernian, Graham Spiers (en) le décrivant comme le « roi des Hibs » après un nul 1–1 contre les Rangers à Ibrox. Ses performances sont récompensées avec titre de joueur du mois d'octobre 2009 de Premier League écossaise,.

#### Perth Glory
Le 2 juin 2011, le site internet du club australien de Perth Glory annonce son transfert pour les deux prochaines saisons. Miller marque son premier but contre Adelaide United, match gagné par Perth Glory sur le score de 3–0. En avril 2013, il refuse une prolongation de contrat.

#### Brisbane Roar
Le 22 mai 2013, Miller rejoint Brisbane Roar sur un transfert libre, après son départ de Perth Glory. Il paraphe un contrat de deux ans, recevant le maillot numéro 11.
Le 20 juillet 2013, Miller apparaît pour l'équipe All Star de l'A-League lors du match d'inauguration de l'équipe face à Manchester United, match dans lequel les A-League All Star sont dominés 5 à 1. Miller est remplacé par le milieu de terrain de Melbourne Victory Billy Celeski à la 45e minute de jeu.
Le 30 octobre 2014, Miller est relâché par Brisbane Roar après avoir demandé d'être libéré de son contrat pour avoir été écarté de l'équipe pour deux matchs sans explications, ce qu'il trouva non professionnel et irrespectueux,.

#### Melbourne City
Le 11 novembre 2014, onze jours après avoir quitté les Roar, Miller signe un contrat à court terme pour un autre club de A-League, Melbourne City, rejoignant ainsi son compatriote irlandais Damien Duff. Il dispute 2 matchs au cours du mois de décembre

#### Cork City
Le 15 janvier 2015, Miller signe un contrat d'une année avec le club irlandais de Cork City Football Club. Il marque ainsi son retour dans sa ville de naissance.

### Carrière internationale

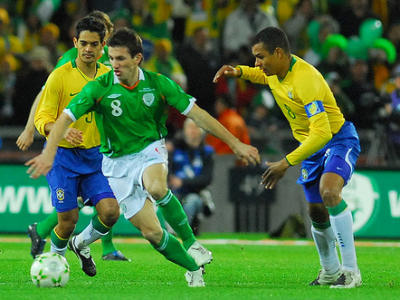
Miller portant les couleurs de l'Irlande, face au Brésil en février 2008.

Miller fait partie de l'équipe d'Irlande qui remporte le championnat d'Europe des moins de 17 ans en 1998. Il évolue ensuite avec l'équipe d'Irlande des moins de 21 ans. Il est titularisé dans un match contre l'Albanie, bien qu'étant suspendu après avoir reçu deux cartons jaunes lors de matchs du championnat d'Europe espoirs contre la Suisse et l'Albanie. La FAI admet son erreur et s'excuse auprès de l'UEFA.
Les débuts internationaux de Miller arrivent le 31 mars 2004 contre la République tchèque lors d'une victoire 2–1, entrant en jeu comme remplaçant de Matt Holland. Il marque son premier but pour l'Irlande dans une victoire 3–0 sur la Suède le 1er mars 2006 où il réalise une course puis une frappe de 25 mètres qui termine au fond des filets.
Bien que Miller soit sans club durant l'été 2009, le sélectionneur Giovanni Trapattoni continue à le retenir dans l'équipe d'Irlande. Miller commente plus tard : « Je suis très reconnaissant envers le sélectionneur. Il n'avait pas besoin de me prendre dans l'équipe, mais il a montré sa foi en moi et je suis ravi qu'il l'ait fait ».
Liam Miller compte vingt-et-une sélections et un but avec l'Irlande entre 2004 et 2009.

## Statistiques en carrière
Au 15 novembre 2014,.
| Club                | Saison         | Championnat | Championnat | Coupe nationale | Coupe nationale | League Cup | League Cup | Europe | Europe | Autre  | Autre | Total  | Total |
| Club                | Saison         | Matchs      | Buts        | Matchs          | Buts            | Matchs     | Buts       | Matchs | Buts   | Matchs | Buts  | Matchs | Buts  |
| ------------------- | -------------- | ----------- | ----------- | --------------- | --------------- | ---------- | ---------- | ------ | ------ | ------ | ----- | ------ | ----- |
| Celtic              | 1999–2000      | 1           | 0           | 0               | 0               | 0          | 0          | 0      | 0      | 0      | 0     | 1      | 0     |
| Celtic              | 2000–2001      | 0           | 0           | 0               | 0               | 0          | 0          | 1      | 0      | 0      | 0     | 1      | 0     |
| AGF Århus (prêt)    | 2001–2002      | 18          | 0           | 0               | 0               | 0          | 0          | 0      | 0      | 0      | 0     | 18     | 0     |
| Celtic              | 2002–2003      | 0           | 0           | 0               | 0               | 1          | 0          | 1      | 0      | 0      | 0     | 2      | 0     |
| Celtic              | 2003–2004      | 25          | 2           | 1               | 0               | 1          | 0          | 13     | 3      | 0      | 0     | 40     | 5     |
| Celtic              | Total          | 26          | 2           | 1               | 0               | 2          | 0          | 15     | 3      | 0      | 0     | 44     | 5     |
| Manchester United   | 2004–2005      | 8           | 0           | 4               | 0               | 2          | 1          | 5      | 0      | 0      | 0     | 19     | 1     |
| Manchester United   | 2005–2006      | 1           | 0           | 0               | 0               | 1          | 1          | 1      | 0      | 0      | 0     | 3      | 1     |
| Manchester United   | Total          | 9           | 0           | 4               | 0               | 3          | 2          | 6      | 0      | 0      | 0     | 22     | 2     |
| Leeds United (prêt) | 2005–2006      | 28          | 1           | 2               | 0               | 0          | 0          | 0      | 0      | 3      | 0     | 33     | 1     |
| Sunderland          | 2006–2007      | 30          | 2           | 1               | 0               | 0          | 0          | 0      | 0      | 0      | 0     | 31     | 2     |
| Sunderland          | 2007–2008      | 24          | 1           | 0               | 0               | 1          | 0          | 0      | 0      | 0      | 0     | 24     | 1     |
| Sunderland          | 2008–2009      | 3           | 0           | 0               | 0               | 1          | 0          | 0      | 0      | 0      | 0     | 4      | 0     |
| Sunderland          | Total          | 57          | 3           | 1               | 0               | 2          | 0          | 0      | 0      | 0      | 0     | 60     | 3     |
| Queens Park Rangers | 2008–2009      | 13          | 0           | 0               | 0               | 0          | 0          | 0      | 0      | 0      | 0     | 13     | 0     |
| Hibernian           | 2009–2010      | 33          | 2           | 4               | 0               | 1          | 0          | 0      | 0      | 0      | 0     | 38     | 2     |
| Hibernian           | 2010–2011      | 33          | 5           | 2               | 0               | 1          | 0          | 2      | 0      | 0      | 0     | 38     | 5     |
| Hibernian           | Total          | 66          | 7           | 6               | 0               | 2          | 0          | 2      | 0      | 0      | 0     | 76     | 7     |
| Perth Glory         | 2011–2012      | 25          | 2           | 0               | 0               | 0          | 0          | 0      | 0      | 0      | 0     | 25     | 2     |
| Perth Glory         | 2012–2013      | 24          | 0           | 0               | 0               | 0          | 0          | 0      | 0      | 0      | 0     | 24     | 0     |
| Perth Glory         | Total          | 49          | 2           | 0               | 0               | 0          | 0          | 0      | 0      | 0      | 0     | 49     | 2     |
| Brisbane Roar       | 2013–2014      | 16          | 2           | 0               | 0               | 0          | 0          | 0      | 0      | 0      | 0     | 16     | 2     |
| Melbourne City      | 2014–2015      | 0           | 0           | 0               | 0               | 0          | 0          | 0      | 0      | 0      | 0     | 0      | 0     |
| Total carrière      | Total carrière | 282         | 17          | 14              | 0               | 9          | 2          | 23     | 3      | 3      | 0     | 331    | 22    |

## Palmarès

### Celtic
- Champion d'Écosse : 2004

### Sunderland
- Champion d'Angleterre de D2 : 2007

### Brisbane Roar
- Championnat d'Australie : 2014

### Équipe d'Irlande
- Champion d'Europe des moins de 17 ans : 1998

### Personnel
- Membre de l'équipe-type de Scottish Premier League en 2010